# Тиаго Трейшел
Тиаго Трейшел Мораеш да Силва (на португалски: Tiago Treichel Moraes da Silva, изговря се по-близко до Тиагу Трейшел Мураиш да Силва). Играе като полузащитник. На 31 януари 2006 г. подписва договор с ПФК Литекс (Ловеч). На 21 август 2006 г. се завръща в бразилския Палмейраш и подписва тригодишен контракт.